# Informatiecentrum De Noordwester
Informatiecentrum De Noordwester is een informatiecentrum op het Friese waddeneiland Vlieland over de Waddenzee. Het informatiecentrum heeft aquaria, een skelet van een potvis dat op Vlieland was aangespoeld, en een roggenbak waarin diverse vissen zijn te bekijken. Daarnaast worden voorwerpen getoond die met de Waddenzee te maken hebben. Onder andere voorwerpen die door strandjutten zijn verkregen. De dierentuin beschikt in verband met de aquaria over een dierentuinvergunning.